# Hypena ornata
Hypena ornata là một loài bướm đêm trong họ Erebidae.